# Odžak
Odžak (Bosnisch/Kroatisch: Odžak, Servisch: Оџак) is een stad in het noordwesten van Bosnië en Herzegovina. De stad en gemeente Odžak ligt in de entiteit Federatie van Bosnië en Herzegovina (Federacija Bosne i Hercegovine) in het kanton Posavina (Bosnisch: Posavski kanton, Kroatisch: Županija Posavska). De stad ligt circa 10 km ten zuiden van de rivier Sava, die grotendeels de natuurlijke grens met Kroatië vormt.

## Geschiedenis
Odžak werd voor het eerst vermeld in 1593. Tot in de late 19e eeuw maakte Odžak deel uit van het Ottomaanse Rijk. Pas toen Bosnië en Herzegovina na 1908 deel ging uitmaken van de Habsburgse Rijk, was voor het eerst echt sprake van een sterke ontwikkeling. De Eerste Wereldoorlog en Tweede Wereldoorlog onderbrak de groei, maar de stad hersteld zich vrij snel. Vanaf 1980 werden de eerste woonwijken gebouwd.
De stad en gemeente Odžak is tijdens de Bosnische Burgeroorlog van 1992 - 1995, zoals vele andere steden, niet gespaard gebleven. Door de strategische ligging en de vijandelijkheden tussen Kroaten en Serviërs is gemeente Odžak in de oorlog zwaar beschadigd. De oorlog begon feitelijk op 21 april 1992, waarbij 32 mortiergranaten op de stad werden afgevuurd en vier burgers om het leven kwamen. 13 juli 1992 is de hele gemeente door het Servische leger bezet en de bezetting duurde tot en met december 1995. Tijdens de begindagen van de oorlog en na de terugtrekking eind 1995 zijn vele private en publieke objecten geplunderd, verwoest of in brand gestoken. Begin 1996 was de stad vrijwel onbewoonbaar. In het verdrag van Dayton uit 1995 is besloten dat Odžak samen met gemeente Orašje en Domaljevac deel zal uitmaken van de entiteit Federatie van Bosnië en Herzegovina (Federacija Bosne i Hercegovine)

## Gemeentelijk bestuur
Het kanton Posavina bestaat uit de gemeenten Odžak, Orašje en Domaljevac en is onderdeel van de entiteit Federatie van Bosnië en Herzegovina. Onder het gemeentelijk bestuur van Odžak vallen de gebiedsdelen Ada, Gornji Svilaj, Donji Svilaj, Novi Grad, Prud, Posavska Mahala, Gornja Dubica, Donja Dubica, Vojskova, Vrbovac, Potočani, Novo Selo en Zorice. Door het verdrag van Dayton uit 1995 zijn de gebiedsdelen Gnionica, Jošavica, Srnava en delen van Ada, Potočani en Vrbovac aan de entiteit Servische Republiek (Republika Srpska) toegevoegd. Het bestuurscentrum van het kanton Posavina is in Orašje gevestigd.

## Verkeer en vervoer
In het nabijgelegen dorpje Donji Svilaj is het voor de lokale bewoners mogelijk om via de lokale veerpont de grens tussen Bosnië en Herzegovina en Republiek Kroatië over te steken. De overige dichtstbijzijnde (internationale) grensovergangen van en naar Kroatië zijn Bosanski Brod, Bosanski Šamac en Orašje. De autoweg M 14-1 die door de gemeente loopt, ligt in het noordwesten in verbinding met Bosanski Brod (39 kilometer) en in het zuiden met Modriča (5 kilometer). In de stad ontbreekt een spoorlijn en het dichtstbijzijnde treinstation ligt in Modriča. De dichtstbijzijnde internationale vliegvelden liggen in Tuzla (80 kilometer), Osijek (110 kilometer) en Zagreb (231 kilometer).
In herfst 2013 zijn de eerste werkzaamheden begonnen voor het aanleggen van de negen kilometer autosnelweg A1. De autosnelweg begint bij de grens met Kroatië in Svilaj en gaat door tot en met het zuiden van Odžak. De toekomstige autosnelweg zal deel uitmaken van de Europese routenetwerk E73 en verbindt Boedapest - Osijek - Sarajevo -  Metković/Ploče.

## Economie
Hoewel de centrum van de stad na 1996 redelijk snel is opgebouwd en de oorlogsschade uit het straatbeeld is verdwenen, staan in de stad en in de nabijgelegen dorpen nog veel huizen leeg. Sinds 1996 is de stroomvoorziening hersteld en de watertoevoer bestrijkt de hele stad. Het belangrijkste en grootste winkelcentrum in Odžak is de Robna Kuća (warenhuis), dat in 2004 werd heropend. Op donderdag is er een markt in het centrum van de stad (pijaca) waarbij o.a. etenswaren en kleding wordt verkocht.
In Odžak is landbouw de belangrijkste activiteit en de meeste bewoners in de omliggende dorpen voeren deze activiteit uit. De landbouwsector kent ook problemen, zoals bijvoorbeeld het verlies van de markt voor landbouwproducten of de reconstructie van het productieproces die zwaar werd beschadigd tijdens de oorlog. Andere economische activiteiten in de gemeente zijn: landbouw, veeteelt, groenteteelt, fruitteelt, bijenteelt en bosbouw. De industrie is ook een belangrijke factor in Odžak. Dit zijn uitsluitend kleine bedrijven die in particulier eigendom zijn. In Odžak zijn de volgende sectoren actief: textiel- en leerindustrie, voedselindustrie en metaalindustrie. Ook voor 1992 waren circa 5000 inwoners voornamelijk werkzaam in de sector landbouw en industrie. In de industriële sector waren de volgende bedrijven actief: Strolit (700 werknemers), Energoinvest (460 werknemers), Vuntex (400 werknemers), Borovo (200 werknemers), Posavina Water Management (300 werknemers) en overige midden- en kleinbedrijven zoals Izbor, Ratar en Novogradnja.

## Klimaat
Dankzij de geografische ligging en de omliggende bergen in het westen en zuiden, kent Odžak een gematigd landklimaat. Zomermaand juli kent een temperatuur van circa 25 °C. De wintermaanden zijn gematigd en koud en de gemiddelde temperatuur in januari bereikt -2 °C. De neerslag is over het gehele jaar harmonieus verdeeld en bedraagt ongeveer 800 mm. De regen valt vaak in mei en juni, de maanden wanneer het voor de vegetatie het meest nodig is.

## Geografie
Odžak ligt in het noorden van Posavina, op ongeveer 10 kilometer van de grens met Kroatië. De topografie in het stedelijk gebied is volledig vlak en er zijn geen natuurlijke verhogingen. Ten westen van de stad is het landschap heuvelachtig tot 300 meter hoog. De belangrijkste heuvel in het westen van de stad is Vučijak. Het landschap in het noorden, oosten en zuiden van Odžak is vrijwel plat en wordt gedomineerd door akkers en weiden. De rivier Bosna loopt van noordoosten op ongeveer 3 kilometer ten oosten van de stad en stroomt kort daarna zuidwestelijk richting Modriča.

## Demografie
Volgens de bevolkingstelling uit 1991 telde de gemeente in totaal 30.056 inwoners en de stad Odžak 9.386 inwoners. De samenstelling van de gemeente bestond in 1991 uit:
| Nationaliteit | Aantal | Percentage |
| ------------- | ------ | ---------- |
| Kroaten       | 16.338 | 54,35%     |
| Bosniakken    | 6.220  | 20,69%     |
| Serviërs      | 5.667  | 18,85%     |
| Joegoslaven   | 1.147  | 3,81%      |
| Overige       | 684    | 2,30%      |

## Bekende personen
- Musa Ćazim Ćatić, dichter
- Meho Puzić, zanger
- Alija Izetbegović, politicus
- Anto Kovačević, politicus
- Irfan Jašari, politicus
- Mario Mandžukić, Kroatisch voetballer
- Ena Sendijarević, Nederlands filmregisseur en scenarioschrijver

## Bezienswaardigheden
In het centrum van Odžak is een van de beschermde culturele monumenten van Bosnië en Herzegovina te vinden, namelijk het kleine gemeentehuis (stadhuis) genaamd Beledija. De stadhuis is in 1903 gebouwd door de Oostenrijks-Hongaarse monarchie.

## Media
Odžak kent twee lokale radiostations: Radio Postaja Odžak (92.5 MHz FM) en Odžački Radio Preporod (95.2 MHz FM).

## Sport
De lokale voetbalclub heet NK Odžak 102. De lokale volleybal club heet OK Napredak Odžak.